# Familia Sursock

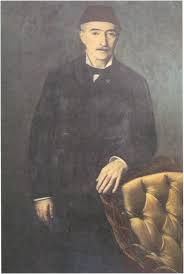
Khalil Sursock en 1882

La familia Sursock (también escrita Sursuq) es una familia cristiana ortodoxa griega del Líbano, considerada una de las familias más importantes de Beirut. Originaria de Constantinopla durante el Imperio bizantino, la familia había vivido en Beirut desde 1712, cuando su antepasado Jabbour Aoun (que más tarde adoptó el apellido Sursock) abandonó el pueblo de Berbara, en la costa norte de Líbano. Con el inicio del siglo XIX, empezaron a obtener importantes posiciones de poder dentro del Imperio otomano. La familia, a través de lucrativos negocios, hábiles maniobras políticas y matrimonios estratégicos, se embarcó en lo que la historiadora libanesa Leila Fawaz llamó "el ascenso social más espectacular del siglo XIX". En su apogeo, llegaron a construir una estrecha red de relaciones con las familias de las aristocracias egipcia, francesa, irlandesa, rusa, italiana y alemana, junto con un imperio de fabricación y distribución que se extendía por todo el Mediterráneo.

## Contexto

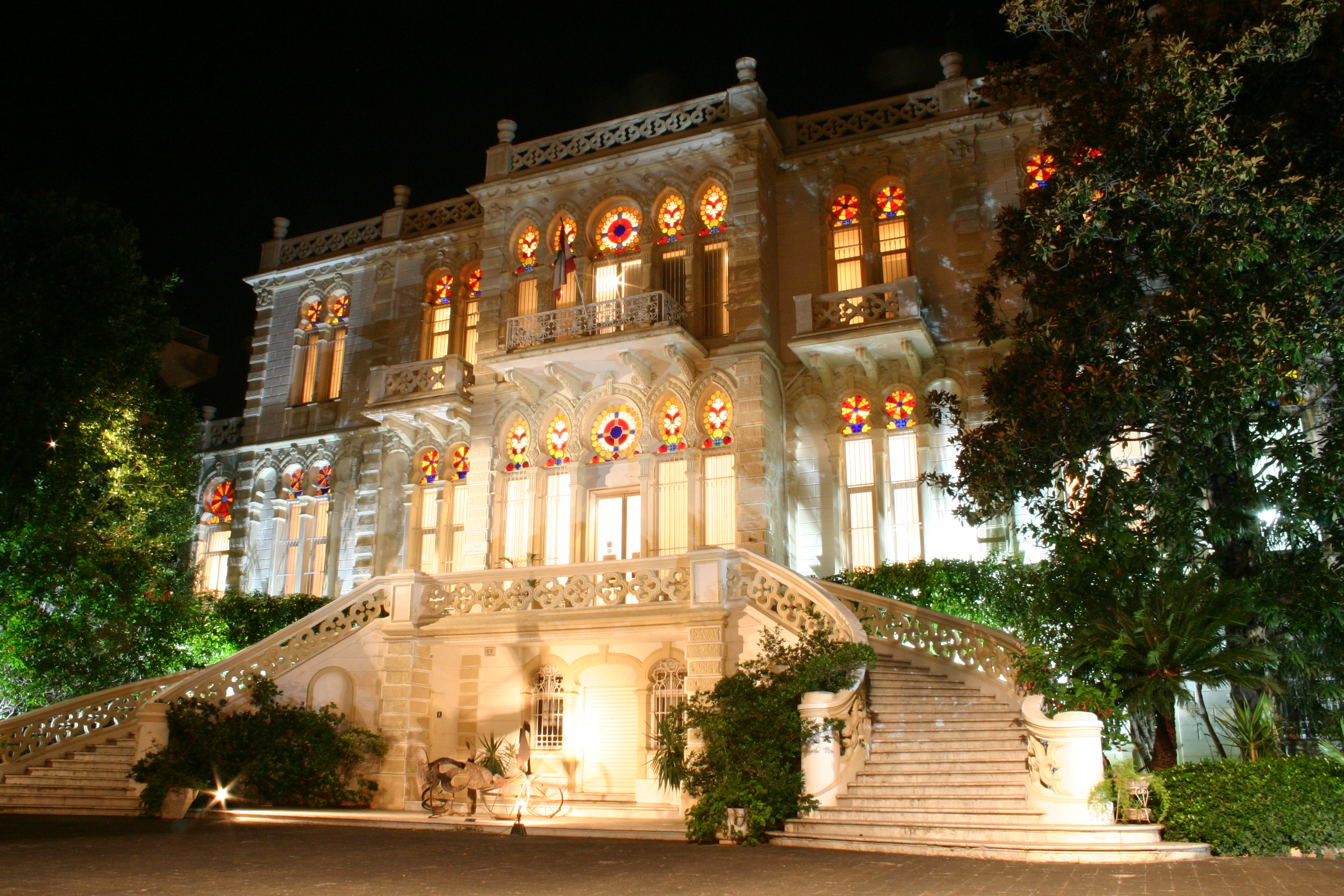
Museo Sursock en Beirut, Líbano

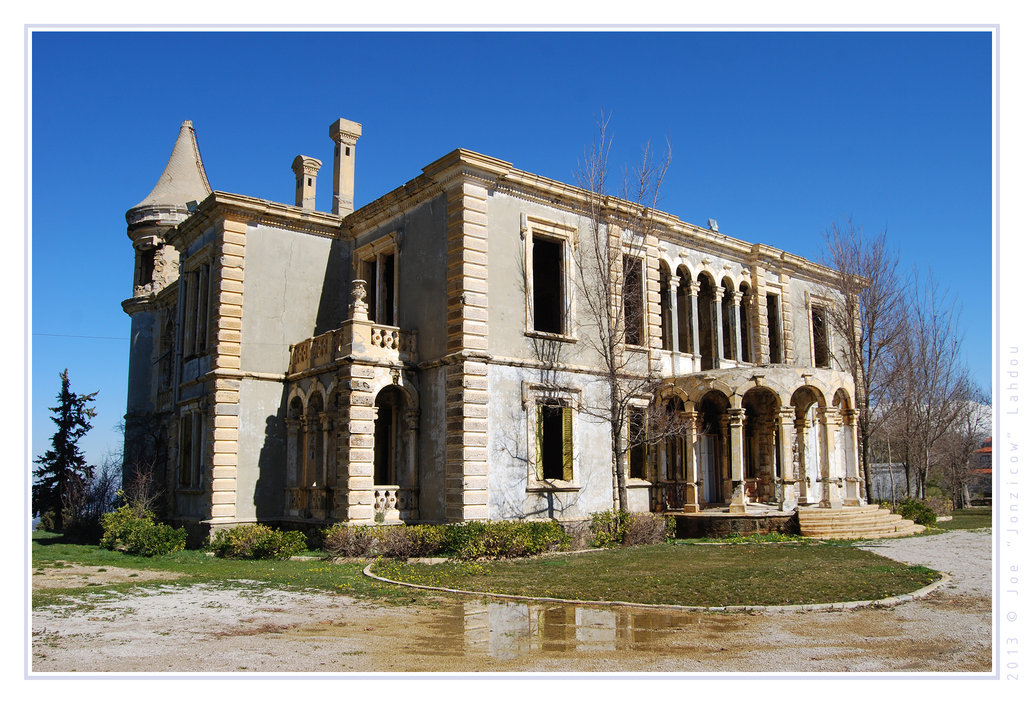
Villa Sursock

Los Sursock eran una de las familias cristianas aristocráticas de Beirut que se movían libremente en el ámbito de la alta sociedad otomana, egipcia y europea. Formaban parte integral de una burguesía internacional centrada en Alejandría, Beirut, El Cairo, Constantinopla, París y Roma. Eran una de las "Siete Familias" de la nobleza aristocrática de Beirut. Su riqueza y sofisticación también se reflejan en sus residencias, iguales en elegancia a cualquier palacio italiano, que se mantuvieron en gran parte ilesas a pesar de quince años de fuego de mortero y violencia durante la Guerra Civil Libanesa.
En el siglo XVII, los miembros de la familia Sursock sirvieron como recaudadores de impuestos y ocuparon otros puestos clave en nombre del Imperio otomano. Como resultado, se beneficiaron enormemente de las reformas agrarias otomanas de 1858, durante las cuales adquirieron grandes extensiones de tierra fértil en Palestina y Siria, además de extensas propiedades desde Egipto hasta Beirut. Los medios por los que esta familia otomana greco-ortodoxa llegó a poseer una propiedad tan palaciega fueron múltiples. Mediante una larga línea de terratenientes y recaudadores de impuestos, los Sursock pudieron aprovechar sus finanzas y capital utilizando sus conexiones con los cónsules estadounidenses, rusos, alemanes y franceses a lo largo de décadas para establecer amplias conexiones económicas y políticas. La familia desarrolló amplios vínculos sociales, relacionándose con figuras claves otomanas y europeas, hasta el punto de ser con frecuencia anfitriona de una amplia gama de miembros de la realeza y diplomáticos, incluido el rey Abdul Aziz de Arabia Saudita, el emperador alemán Guillermo I, el sultán turco Abdul Hamid II y el emperador Francisco José de Austria, entre otros monarcas.
Los Sursock agrandaron su fortuna a través de una serie de negocios de fabricación y transporte, que se extendió desde Turquía hasta Egipto y, en última instancia, hasta el Reino Unido.
Dimitri Sursock fue el fundador de "Sursock and Brothers", una destacada empresa del Beirut del siglo XIX que actuó como agente de la misteriosa Lascaridi and Company, de la que hay pocas referencias, en las décadas de 1850 y 1860 (aunque pudo fundarse más tarde) y enviaba cereales a Londres, Chipre y toda Europa.[cita requerida] Posteriormente, sus hijos se hicieron cargo de la empresa y sus activos después de su muerte: Nicolas, Moussa, Loutfallah, Khalil, Ibrahim y Joseph.
Además de sus actividades manufactureras y exportadoras, la familia aumentó su fortuna como terratenientes en el Levante otomano, acumulando beneficios tanto del alquiler como de la recaudación de impuestos, así como de la venta de sus numerosas propiedades. Con sede en Beirut, la familia poseía muchas propiedades a lo largo de la región mediterránea y, durante más de cien años, poseyeron una cantidad significativa de bienes raíces en el corazón de Mersin, Turquía, incluidos numerosos comercios y propiedades en el barrio homónimo de Sursock de la ciudad. Sus actividades financieras eran muy amplias e incluían el transporte marítimo y la producción de seda y otros bienes construidos para su transporte a Londres y a toda la región.
Los Sursock también se involucraron en la banca en Egipto y el Líbano, donde ayudaron a financiar importantes proyectos, incluido el Canal de Suez, la autopista Beirut-Damasco y la Beirut Harbour Company. La familia también sirvió como acreedora directa de Ismail Pasha y otros miembros de la realeza egipcia, quienes pronto se vieron muy involucrados y endeudados con la familia. Como resultado de sus extensas actividades financieras, la familia fue calificada como "los Rothschild del Este" y, de hecho, contrataron a la familia de banqueros Rothschild durante la venta del Valle de Jezreel al Fondo Nacional Judío en 1906. Se registra que los Sursocks estuvieron profundamente entrelazados con la masonería en ese momento, bajo el Gran Oriente de Francia, y muchos especulan sobre las razones detrás del ascenso de la familia. George Dimitri Sursock, Venerable Maestro de la logia Gran Oriente, registró sus extensos tratos con la masonería y en nombre de ella.
Sin embargo, los miembros de la familia también ganaron notoriedad por aprovecharse de la hambruna en el Líbano durante la Primera Guerra Mundial, vendiendo alimentos básicos a precios excesivos, y por vender grandes extensiones de tierra árabe en Palestina a colonos judíos, quienes exigían muchas veces el desalojo forzoso de los residentes campesinos.
A raíz de la guerra civil libanesa, muchos miembros de la familia se trasladaron a varias capitales europeas y asiáticas, pero Lady Cochrane Sursock permaneció en Beirut como matriarca de la familia. A pesar de los enormes daños que sufrió Beirut durante el conflicto, la residencia principal de los Sursock permanece intacta junto a edificios cuyas paredes exteriores muestran cicatrices causadas por años de violencia.

## Historia

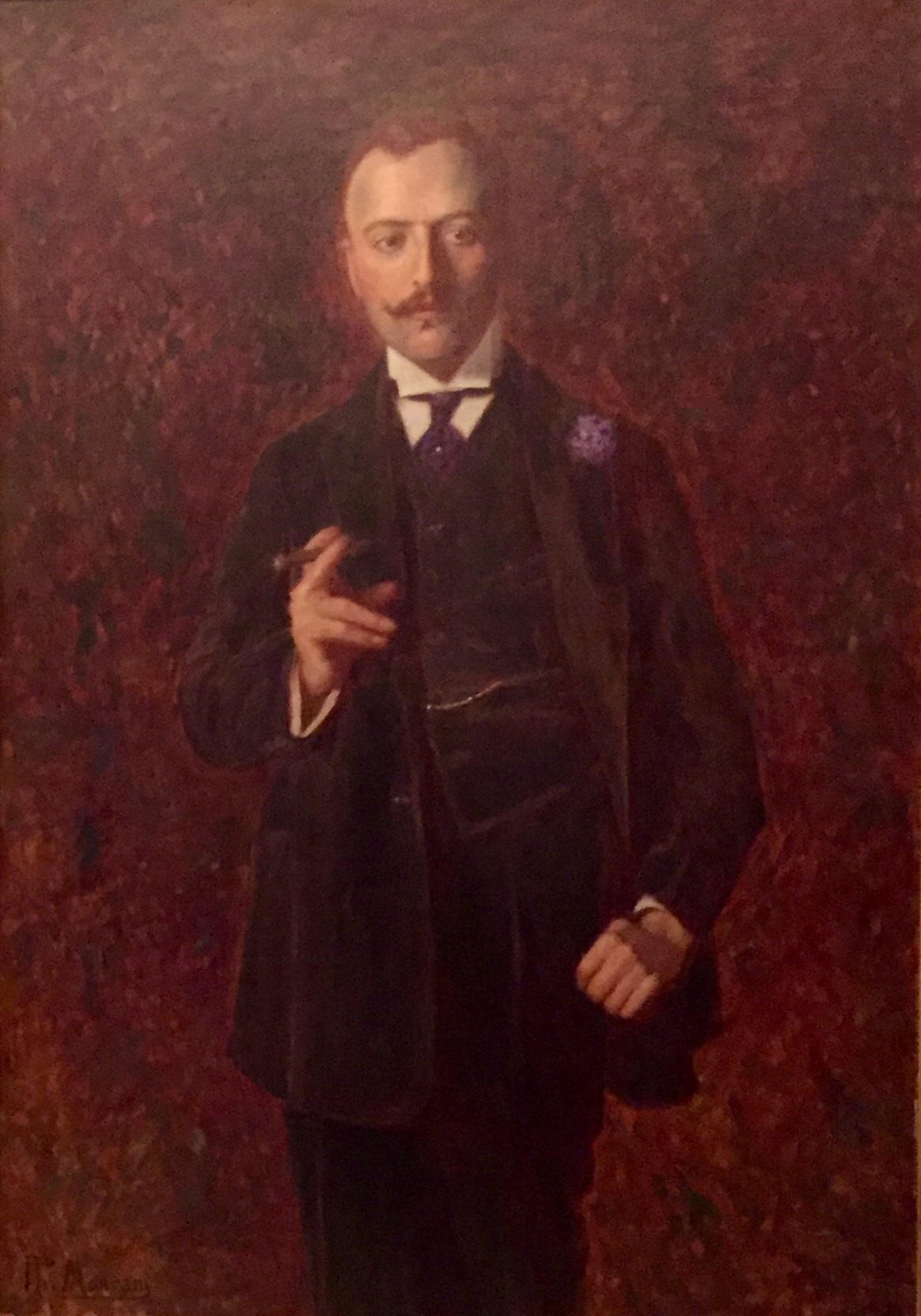
Retrato de Nicolas Sursock por Philippe Mourani en 1920

Durante muchas décadas, los Sursock fueron la principal familia empresarial del Líbano. Como socios comerciales de Otis Elevator Company, fueron industriales de éxito y desempeñaron un papel clave en el desarrollo y la fabricación de ascensores.
Los Sursocks han dado forma a la historia del Líbano desde finales del período otomano hasta el presente; de hecho, la elección de Beirut, que llegaría a ser conocida como la "Perla de Oriente", como capital provincial fue en gran parte el resultado de sus súplicas a la Sublime Puerta.
Según Lady Cochrane Sursock, hija de Alfred Bey Sursock y Donna Maria Teresa Serra di Cassano, el nombre Sursock es una corrupción de Κυριε Ισαακ ("Kyrie Isaac", que significa Señor Isaac). Otras teorías (Museo Sursock y Museo armenio del genocidio) sitúan el origen en el armenio Soursok, que significa "rama de vid", de una familia prominente de Cilicia, en Armenia, que se dedicaba al comercio y luego emigró a Beirut a principios del siglo XIX. También se dice que la familia dejó Constantinopla tras su caída en 1453 y se instaló cerca de Biblos, aunque no es seguro. Otras fuentes indican que el nombre se deriva de las frases árabes para "secretos" y "mercado". Con todo, una vez en Beirut, a finales del siglo XVIII o principios del XIX, se convirtieron en comerciantes de éxito, exportando cereales del Mediterráneo oriental al Reino Unido y al mismo tiempo importando textiles de Europa para venderlos en todo Oriente Medio. Nicolas Sursock fundó Banque Sursock et Frères en 1858 y compró amplias propiedades en diferentes partes del Imperio otomano.
Los Sursocks pronto se convirtieron en protegidos y dragomanes de la Puerta (traductores que en el imperio otomano actuaban además de representantes del ministerio de Exteriores) de numerosos cónsules generales europeos y estadounidenses, y los diversos países con los que tenían vínculos, incluidos Rusia, Alemania, Grecia, Irlanda y los Estados Unidos de América, les otorgaron privilegios políticos y protección. Se dice también que Moussa Sursock, el octavo duque de Cassano, sus hermanos y su padre Alfred viajaron con pasaportes griegos y rusos, y que obtuvieron el estatus de protegidos en otros consulados europeos en Beirut como resultado de sus amplias actividades. Además, la importante participación de los Sursock en los asuntos egipcios permitió a la familia formar relaciones estrechas con miembros de la monarquía, incluido Khedive Sa'id de Egipto, que reinó de 1854 a 1863, y su sobrino Isma'il Pasha (1863-1879), ofreciéndoles tratos preferenciales en grandes proyectos de infraestructura y obras públicas extravagantes.
El éxito de los Sursock se mide por su admisión en los círculos más altos de las esferas políticas de élite tanto otomanas como europeas. Formaron estrechas conexiones con funcionarios de Constantinopla, mientras que, por otro lado, los aristócratas a menudo se acercaban a ellos para interceder en su nombre ante el gobierno otomano. Una señal de su intimidad con las fuentes del poder otomano fue el nombramiento de Alfred Sursock para el puesto de secretario de la embajada otomana en París en 1905, quien más tarde se unió a Moussa, Michel y Yusuf Sursock para ocupar escaños dentro de la estructura de poder otomano. Además de sus conexiones con París, un informe francés escrito al año siguiente nombraba a Moussa Sursock como dragomán del cónsul alemán, y un año más tarde, Mathilde Sursock se casó con Alberto Theodoli, el presidente italiano de la Comisión de Mandatos Permanentes de la Sociedad de Naciones en París, ampliando así el alcance de la familia por el Mediterráneo. Se pueden encontrar más pruebas de la influencia de los Sursock en los relatos judiciales registrados durante el reinado del gran duque ruso Nicolai Nikolaevich, que identifican a Nicolas Sursock, que durante mucho tiempo había mantenido una fuerte relación con la corte, como un "dragomán honorario" de Rusia.
Mientras tanto, Alfred se movió por los círculos nobles de Europa y se casó con Donna Maria Teresa Serra di Cassano, hija de Francesco Serra, séptimo duque de Cassano, que provenía de una antigua familia principesca italiana de Nápoles. Su hija Yvonne sería conocida como Lady Cochrane después de casarse con Sir Desmond Cochrane, tercer baronet, y tener cuatro hijos.
Michel Sursock, diputado del parlamento otomano, se hizo famoso durante la gran hambruna de la Primera Guerra Mundial por acaparar cereales y especular con el suministro. No vendería el grano, que en tiempos de paz costaba 40 piastras, por menos de 250 piastras.

## Activos

### Países
Cuando Moussa Sursock murió en 1888, gran parte de los bienes de la familia Sursock se dividió entre sus hermanos, sobrinos, esposa, tres hijos y cinco hijas. Los activos dejados a la familia incluían una amplia gama de bienes raíces en Beirut y sus alrededores, Mersin (Adana, Turquía), Tartus ( Siria) y Alejandría (Egipto), lo que proporcionó a los herederos una influencia significativa sobre la región. Moussa también transmitió extensas propiedades rurales, incluidas aldeas enteras en Egipto y Palestina, tierras situadas en el Monte Líbano y, en particular, un castillo que se convertiría en el elegante centro turístico de Sofar en el Monte Líbano.

#### Villa Alfred Sursock en Sofar
La villa Sursock en Sofar, construida a principios del siglo XX por Alfred Sursock para su esposa Donna Maria di Cassano, lleva inscripciones originales de la fundación que proclaman la riqueza de estos comerciantes convertidos en aristócratas. Aunque esta familia griega ortodoxa de protegidos extranjeros a menudo adoptó el estilo y los modales de la élite francesa y de otros países europeos, las inscripciones árabes indican profundas huellas de una alianza otomana que se remonta a siglos atrás.

#### Casa Sursock y calle Sursock en Beirut
La Rue Sursock, o calle Sursock, en el distrito Achrafieh de Beirut, lleva el nombre de la familia, que poseía y sigue poseyendo casas palaciegas en la calle, como la Casa Sursock. Lady Cochrane Sursock, que se casó en 1946 con Sir Desmond Cochrane, es la propietaria de la Casa Sursock, así como de una gran cantidad de propiedades a lo largo de la Rue Sursock, hasta la elegante Rue Gouraud. Nicolas Sursock transformó la casa en un museo de arte y acumuló una gran colección de arte y vidrio. Pero fue el padre de Lady Cochrane, Alfred Bey Sursock, quien inicialmente amplió el tamaño de los jardines del palacio Sursock y contribuyó en mayor medida a las colecciones de arte, alfombras y otros artículos exquisitos, que se encuentran entre las mejores y mejor conservadas de Oriente Medio. El palacio también alberga una gran colección de obras de arte italianas de los siglos XVI y XVII, muchas piezas libanesas contemporáneas y joyas libanesas antiguas.

#### Villa de Nicolas Sursock en Beirut (museo)

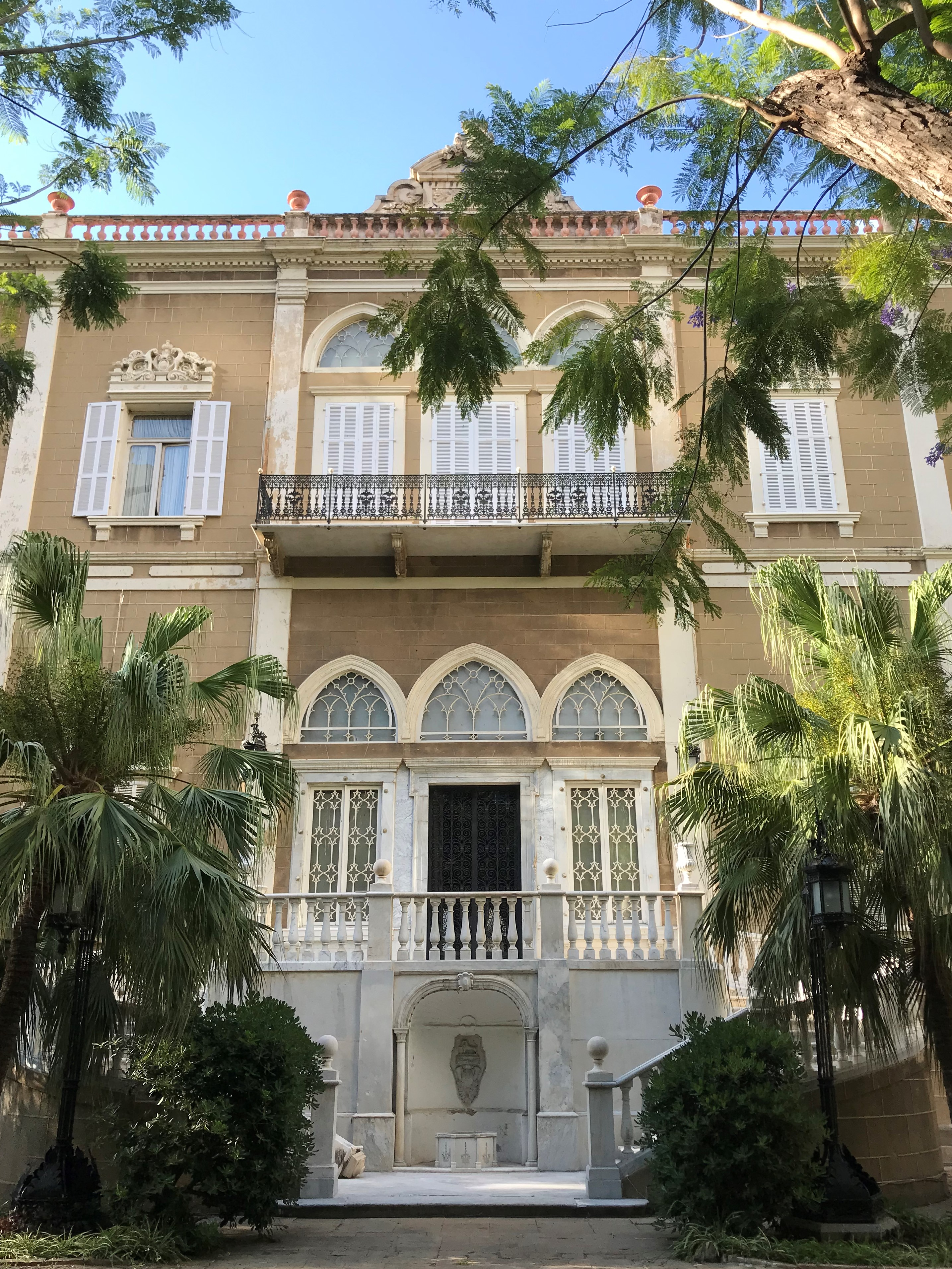
Palacio y casa Sursock en Beirut, ahora museo

Nicolas Sursock construyó una espectacular villa privada en 1912 y decretó en su testamento que la villa se transformara en museo después de su muerte. Así, cuando murió en 1952, la villa fue legada a la ciudad de Beirut. La mansión Sursock, construida en 1912, es una estructura excepcional de color blanco perla en la cima de una colina en el lujoso barrio de Achrafieh de Beirut. El edificio, que saca lo mejor de la arquitectura veneciana y otomana, es un conjunto de influencias no muy diferentes de la propia capital. Originalmente, la residencia del aristocrático amante del arte Nicolas Sursock, fue legada a la ciudad tras su muerte en 1952. La colección del Museo Sursock consta de 5.000 piezas, entre pinturas, esculturas, cerámica, cristalería e iconografía, todas las cuales datan de los siglos XVIII, XIX y XX. El edificio del Museo Sursock encarna la arquitectura libanesa con sus influencias arquitectónicas italiana, sobre todo veneciana, y otomana. Actualmente, el museo está pasando por una extensa renovación de 12 millones de dólares dirigida por el arquitecto francés Jean-Michel Wilmotte y el arquitecto libanés Jacques Aboukhaled.

#### Hipódromo y casinos de Beirut
En 1918, la familia Sursock financió la construcción del Hipódromo de Beirut. Alfred Sursock, quien financió el proyecto, llegó a un acuerdo con la ciudad de Beirut para el desarrollo de 600.000 metros cuadrados en el bosque de pinos de Beirut. El proyecto del Hipódromo debía incluir una calzada pública, una sala de cine y un casino, además del propio hipódromo. El complejo del hipódromo se construyó finalmente en 1921 y el casino se convirtió finalmente en la sede de las autoridades del mandato francés en el Líbano. Los Sursocks también habían construido previamente el primer casino del Líbano, el Sawfar Grand Hotel, a finales de la década de 1880.

#### Ferrocarril del valle de Jezreel
En 1882, un consorcio encabezado por la familia Sursock ganó una concesión otomana para la construcción de un ferrocarril a través del valle de Jezreel. La familia pretendía construir allí un ferrocarril, tanto para aumentar el valor del terreno alrededor de la línea, que era en su mayor parte de propiedad familiar, como para disfrutar de economías de escala en el transporte de mercancías desde Hauran, también propiedad de la familia, hasta el mar Mediterráneo para la exportación. 
En 1883, Sir Laurence Oliphant fundó una empresa junto con Gottlieb Schumacher, uno de los fundadores de la colonia alemana de Haifa, para encontrar inversores que pudieran obtener un permiso de construcción para la familia Sursock y capital para la construcción. El 13 de junio de 1883 se completaron los primeros trabajos de investigación y Oliphant comenzó a buscar inversores, tanto en Gran Bretaña como en Alemania. En una carta que escribió al duque de Sutherland, Oliphant afirmó que la construcción de la línea era extremadamente importante tanto política como económicamente, que tarde o temprano serviría como conexión entre Asia Menor, la Media Luna Fértil y Egipto, y expresó su temor de que la línea fuera de propiedad exclusiva alemana. Oliphant y sus pares anunciaron la línea como extremadamente rentable para los inversores, estimaron la ganancia en un 34% y prometieron permisos adicionales para construir extensiones adicionales, un puerto moderno en Haifa o Acre y una compañía naviera. Para ello, Oliphant compró tierras adicionales en la costa de Haifa y en la zona de Megiddo. A pesar de estos esfuerzos, los planes fracasaron: el gobierno británico, el único interesado en el proyecto, envió al duque de Sutherland a inspeccionarlo, pero este se negó a ayudar a patrocinar el proyecto. Las familias libanesas encabezadas por el Sr. Sursock, que deseaban construir el ferrocarril para sus necesidades personales, vieron expirar su permiso y el posterior depósito ante el sultán Abdul Hamid II dos años después.

## Miembros notables

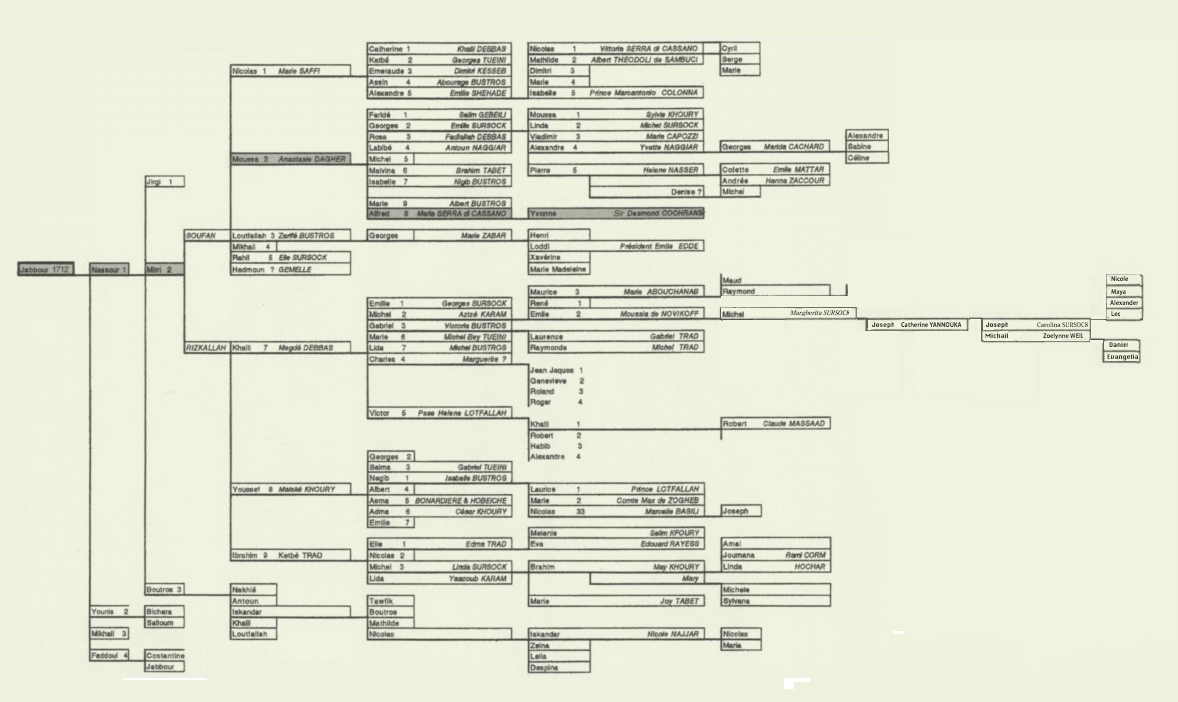
Linaje de la familia Sursock

Michel Sursock era un miembro de alto rango del parlamento otomano y un dragomán de alto rango del Imperio Persa, al que se le había concedido el título de "Senador del Imperio". De manera similar, Moussa, Michel-Ibrahim y Yusuf Sursock sirvieron como miembros del parlamento otomano durante varios años, a partir de 1912.
Girgi Dimitri Sursock (1852-1913), casado con Marie Assad Zahar, fue dragomán en el Consulado General de Alemania en Beirut. Fue condecorado con la Orden de Osmaniye. Publicó varios libros, entre ellos Tarikh al-Yunan y Kitab al-ta'lim al-adabi. Estuvo en contacto con numerosos intelectuales de al-Nahda, pero también con científicos extranjeros, incluido el orientalista Martin Hartmann. Masón, fue durante muchos años Venerable Maestro de la Logia "Le Liban" en Beirut.
George Moussa Sursock había desarrollado estrechos vínculos con una amplia variedad de gobernantes y miembros de la monarquía europea, desde Francisco José I de Austria hasta Guillermo de Alemania y Luis, príncipe de Battenberg. Moussa también estuvo involucrado en la masonería, como lo demuestran archivos y cartas dirigidas al Gran Oriente en París, fechadas en abril de 1906, así como en otras fuentes como "Les Grandes Families".
Alfred Bey Sursock se casó con Donna Maria Teresa Serra, hija de Francesco Serra, séptimo duque de Cassano. Su hija Yvonne se casó con el aristócrata británico Sir Desmond Cochrane, tercer baronet, y pasó a ser conocida como Lady Cochrane Sursock . Su primo hermano, Nicolas, una vez destituido, se casó con la hermana de su esposa, Donna Vittoria Serra, de los duques de Cassano, hija menor del séptimo duque de Cassano. La hermana mayor de Nicolás, Mathilde, se casó con el marqués Alberto Theodoli, y la menor, Isabelle, se casó con el príncipe Marcantonio Colonna, el jefe de la familia Colonna, una de las familias romanas más antiguas, cuya historia abarca novecientos años.
Catherine Aleya Beriketti Sursock, que nació en Alejandría, Egipto en 1938 y anteriormente fue esposa del aristócrata libanés Cyril Sursock (hijo de Nicolas Sursock y Donna Vittoria Serra de los duques de Cassano ), se casó con el príncipe Sadruddin Aga Khan en noviembre de 1972, en las Indias Occidentales Británicas (se dice que su padre, el sultán Muhammad Shah, Aga Khan III, remontaba su linaje al profeta Mahoma y era el líder de los ismaelitas, que forman la segunda rama más grande del Islam chiita). El matrimonio del príncipe con Catalina trajo consigo tres hijos: Alexandre Sursock, que se casó con la tailandesa madre Rajawongse Charuvan Rangsit Prayurasakdi, Marc Sursock y Nicolas Sursock.
Alexandre Sursock, hijo de Cyril Sursock, se casó con la princesa madre Rajawongse Charuvan Rangsit de Tailandia (por mamá Nalini) el 9 de septiembre de 1978.
Michail (Michael) Sursock es una figura líder en el ámbito financiero y del capital privado de Asia, donde continúa sirviendo como asesor de numerosas empresas, habiendo construido su nombre como líder de varias empresas multinacionales en Europa, América y Asia. Michail ha trabajado como director ejecutivo de KKR Capstone para Asia Pacífico, como director general de Motorola Inc y como presidente de Mars en tres continentes. Además, el Sr. Sursock es asesor y orador de la Tuck School of Leadership Dartmouth y miembro de su Consejo Asesor de Asia. También es miembro del Marshall Goldsmith Leadership 100.
Robert Sursock, durante muchas décadas, se estableció como un banquero de primer nivel en París y otros lugares. Creó e hizo crecer instituciones como PrimeCorp Finance, Gazprombank Invest Mena y Banque Arabe et Internationale d'Investissement.
La empresaria de restauración más famosa de El Cairo, Nicha Sursock, copropietaria del mundialmente famoso restaurante y bar "L'aubergine", también es miembro de la prominente familia ortodoxa griega, mientras que Cici Tommaseo Sursock era una artista de renombre que había presentado exposiciones en todo el mundo, incluso en Lausana, Beirut, El Cairo, Nueva York y Roma.
Isabelle Hélène Sursock se enamoró y se casó con el príncipe Marcantonio VII Colonna, quien la trajo a Italia, donde pudo integrarse con éxito en la alta sociedad romana en un momento en el que tenía que lidiar con Mussolini. Después del fin de la monarquía en 1946, la princesa Isabel reemplazó efectivamente a la reina María José como reina sustituta de Italia y organizó recepciones reales donde se permitía a la realeza, la aristocracia y, entre la burguesía, solo a los financieros y banqueros. Donna Isabelle, como se la conoció entonces, ocupó una posición privilegiada entre la élite de la sociedad romana a lo largo de su larga vida hasta los años 1980. Ella custodió la colección artística de la familia durante los períodos más oscuros de ambas guerras mundiales. Ella protegió a los judíos perseguidos y resistió a los fascistas siempre que fue posible. [ cita necesaria ] Ella y su esposo eran inmensamente leales a la Santa Sede, tanto que a ella se le concedió el raro honor de la ciudadanía vaticana.
La "reina suplente", como era conocida en los círculos de élite de Italia, nunca abandonó su palacio (Palazzo Colonna), que tanto amaba, y continuó tejiendo sus habilidades diplomáticas al más alto nivel, recibiendo a jefes de Estado y realeza de medio mundo. Isabelle dedicó su vida a preservar los intereses más elevados y la imagen de la familia.

## Archivos de Sursock
Las salas del Palacio Sursock contienen los archivos históricos del imperio de la familia Sursock. Los archivos, que se dividen en tres categorías (públicos, privados y de contabilidad comercial), abarcan principalmente desde los años 1876 a 1978 y registran las actividades de Alfred, Moussa, Nicolas, la princesa Isabelle, Lady Cochrane y otros miembros particularmente destacados de esta pequeña familia greco-ortodoxa.
Se puede encontrar un estudio extenso sobre los archivos y la familia misma en 'The Private Archive of the Sursocks (Sursuqs), A Beirut Family of Christian Notables: An Early Investigation.' de Lorenzo Trombetta.

## Ventas de tierras a los primeros asentamientos sionistas

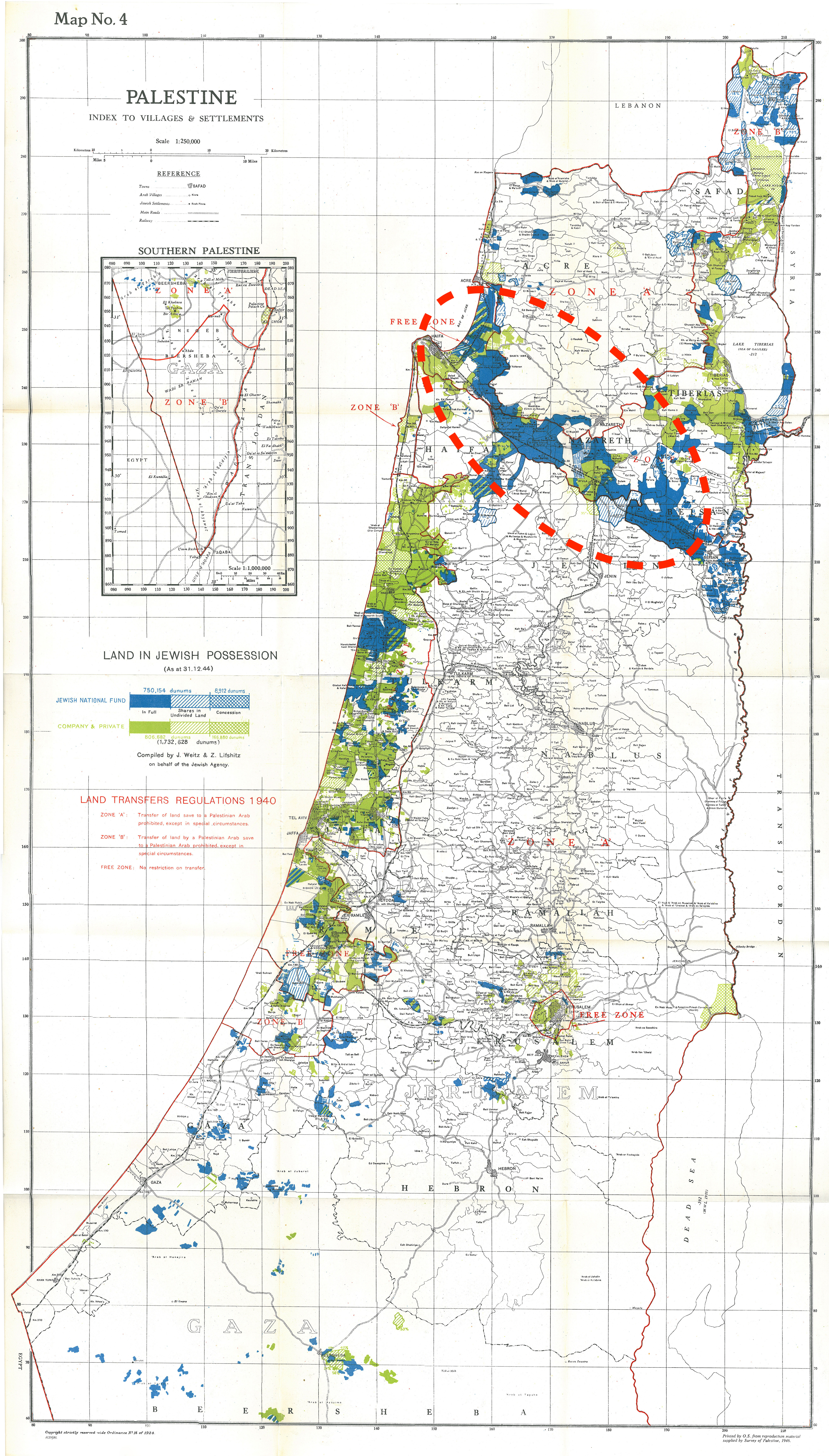
Las compras de Sursock (ver círculo rojo punteado) ilustradas en un mapa de la compra de tierras judías en Palestina en 1944; el azul oscuro representa tierras entonces propiedad del Fondo Nacional Judío, de las cuales la mayor parte en el área rodeada por un círculo había sido adquirida bajo las Compras de Sursock.

La familia poseía más de 90.000 acres o 400.000 dunams (364 km2) en el valle de Jezreel en Palestina, que habían comprado a las autoridades otomanas en sus tratos con el imperio. Se pueden encontrar pruebas de la notable concentración de riqueza acumulada por los Sursocks, que ya poseían decenas de miles de acres de las mejores tierras de la región, en registros que detallan sus compras sostenidas de numerosas aldeas nuevas cada año.
En 1872, el gobierno otomano vendió Marj ibn Amir (Valle de Esdrelon ) a la familia Sursock de Beirut. Los sionistas comenzaron a mostrar interés en comprar el valle de Jezreel en 1891, pero la Compañía Palestina para el Desarrollo de Tierras (PLDC), una agencia sionista de compra de tierras, realizó sus primeras compras en 1910. En 1897, Theodor Herzl escribe en su diario sobre la familia Sursock, señalando el inicio de negociaciones con la Organización de la Colonización Judía para la compra de 97 aldeas en Palestina.
En la antigüedad, Esdrelón era el granero y se consideraba la zona más fértil de Palestina. Los Sursocks eran terratenientes ausentes en el vasto Marj Ibn `Amer (valle de Jezreel) en el norte de Palestina. El Fondo Nacional Judío se fundó en 1901 con fondos del barón para comprar y desarrollar tierras en la Palestina otomana para el asentamiento judío. El PLDC, la Compañía Palestina para el Desarrollo de Tierras, adquirió terrenos para el Fondo Nacional Judío (JNF). Las organizaciones oficiales de compra, como la PLDC, se centraron en consumar la transferencia de unos 65.000 dunams de tierra en el valle de Jezreel, propiedad de los Sursocks. El 18 de diciembre de 1918, el PLDC concluyó un acuerdo con Nagib y Albert Sursock para la compra de 71.356 dunams en el valle de Jezreel, incluido Tel Adashim. Los otomanos intentaron limitar la adquisición masiva de tierras y la inmigración, pero tenían las manos atadas por la presión europea y también por la corrupción y la codicia de los funcionarios y grandes terratenientes. La venta de terrenos en Marj ibn Amer es un caso destacado. Hankin, del JNF, tramitó el acuerdo final de compra en 1921. Hankin trabajó originalmente para el PLDC y luego se convirtió en el principal especulador de tierras de ambas agencias. Los compradores exigieron que los nativos existentes fueran reubicados y, como resultado, los arrendatarios árabes fueron desalojados, y algunos recibieron una compensación que los compradores no estaban obligados a pagar por ley. Debido a que los aldeanos pagaron diezmos a la familia Sursock en Beirut por el derecho a trabajar las tierras agrícolas en las aldeas, las autoridades del Mandato Británico en Palestina los consideraron agricultores arrendatarios y el derecho de la familia Sursock a vender la tierra al JNF fue confirmado por las autoridades.